# Con O'Neill (igralec)
Robert "Con" O'Neill, angleški glasbenik in igralec, * 15. avgust 1966, Weston-super-Mare, Somerset, Anglija
O'Neill je svojo igralsko pot začel v gledališču Everyman in postal znan predvsem po nastopih v muzikalih. Prejel je priznanje kritikov in nagrado Laurence Olivier za igranje Michaela "Mickeyja" Johnstonea v muzikalu Blood Brothers. Nato je bil za isto vlogo nominiran za nagrado Tony in nagrado Drama Desk. Igral je tudi v številnih filmih in televizijskih nadaljevankah.    

## Kariera
O'Neill se je izobraževal na kolidžu Elliott-Clarke v Liverpoolu in svojo igralsko pot začel v liverpolskem mladinskem gledališču Everyman.
Leta 1988 je prejel nagrado Laurence Olivier za najboljšega igralca v muzikalu za nastop v filmu Blood Brothers Willyja Russella in bil nominiran za Broadwayjevo nagrado Tony za najboljšega igralca v muzikalu za krvne brate.
V osemdesetih letih je O'Neill igral vlogo Jacksona v filmu Prvo Poletje. Igral je v Dancin 'Thru the Dark, filmski adaptaciji filma Stags and Hens Willyja Russella iz leta 1990. Leta 1992 je igral Cougar Glass na svetovni premieri filma Najhitrejša ura v vesolju Philipa Ridleyja. Nastopil je kot P.C. Ian LeFebre v filmu „Blag kup“, S3: E8 iz Pie in the Sky (TV-serija) (1995). Igral je tudi stransko vlogo v filmu Jabolčnik z Rosie (ll). Leta 2003 je O'Neill upodobil Mickeyja v filmu Ilustrirana Mama. Leta 2006 je igral Astona na turneji po produkciji gledališča Sheffield v gledališču Harolda Pinterja The Caretaker. Leta 1999 je igral v Zadnje zapeljevanje II.
Leta 2008 je O'Neill v kazenskem pravosodju na BBC-ju nastopil v petdelni televizijski drami v vlogi odvetnika Ralpha Stonea. Igral je vlogo Joeja Meeka v filmu iz leta 2008 in v predstavi Telstar: Zgodba Joe Meckeya iz leta 2005. Leta 2011 je igral vlogo pristala Eddieja Carboneja v filmu Arthur Miller pogled z mostu v Royal Exchange Theatre v Manchestru (od 18. maja do 25. junija 2011). Ta upodobitev je leta 2011 prejela nagrado Manchester Theatre za najboljšega igralca. Leta 2012 je igral dr. Boba Masseyja v filmu "Strašna simetrija", S6: E3 Lewisa. 
O'Neill je igral tudi Pavla v mini seriji Biblija iz leta 2013. Istega leta je nastopil tudi v filmih Življenje zločina kot DCI Ferguson in v Midsomer Murders “Schooled in Murder” kot Jim Caxton. Upodobil je Val Pearsona v sitcomu Stric (2014 do 2017). Igral je Cliff in Cucumber, osemdelno TV dramsko serijo, leta 2015. Nastopil je v uprizoritvi 35. obletnice filma Izobraževalna Rita Willyja Russella v gledališču Liverpool Playhouse. V drugi seriji Happy Valley je nastopil kot Neil Ackroyd. Leta 2016 je O'Neill igral vlogo Joeja Brierleyja v drugi seriji Navadne laži in nastopil v dveh epizodah izločitvenega razreda Doctor Who. V HBO miniseriji Černobil leta 2019 je O'Neill upodobil direktorja jedrske elektrarne Černobil, Viktorja Brjuhanova.